# Linping

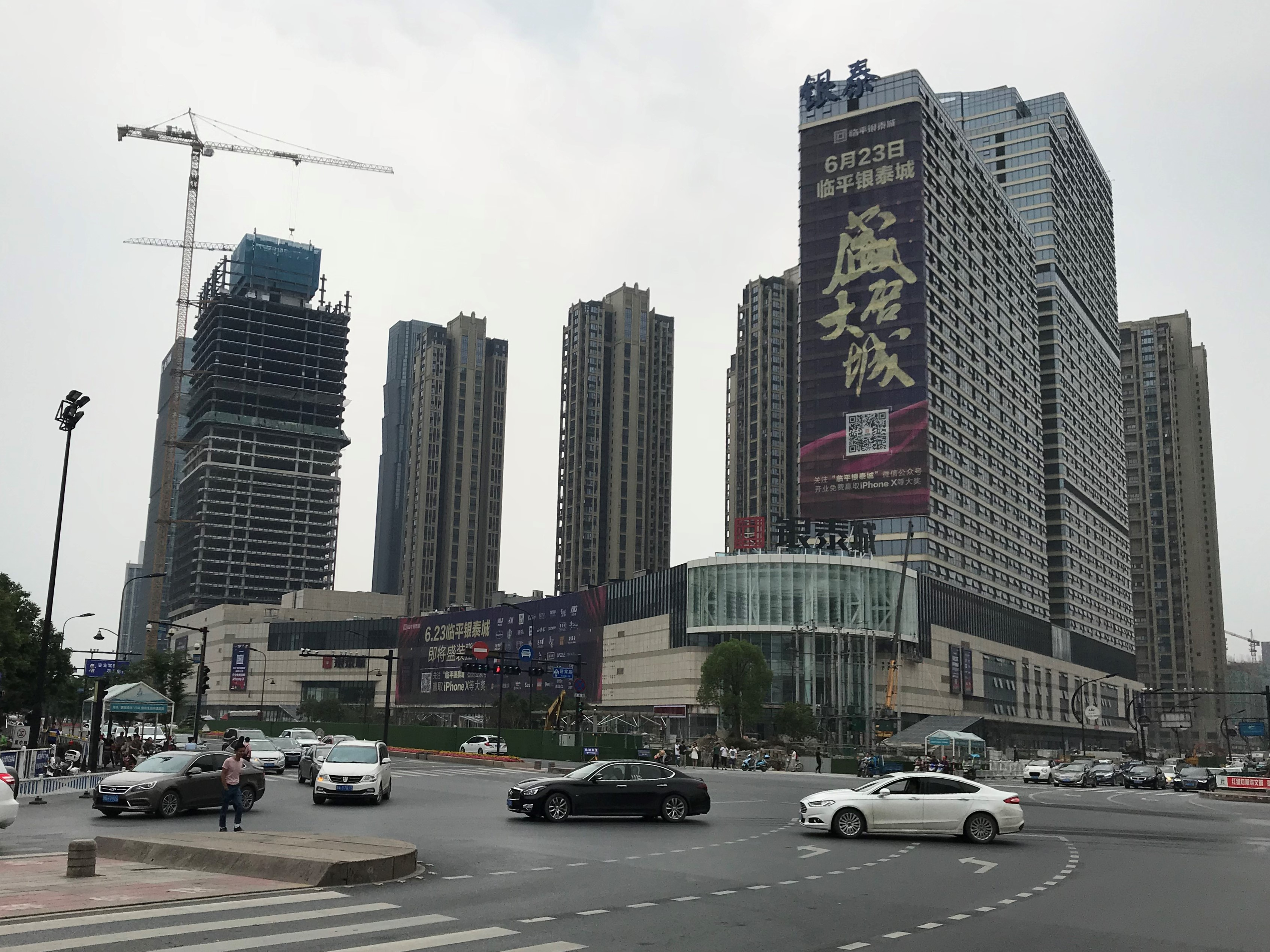
Intime City in Linping

Der Stadtbezirk Linping (临平區 / 临平区,  Línpíng Qū) ist ein Stadtbezirk der Unterprovinzstadt Hangzhou, der Hauptstadt der Provinz Zhejiang in der Volksrepublik China. Er hat eine Fläche von 283,4 km² und zählt 1.175.841 Einwohner (Stand: Zensus 2020).